# Château Haut-Marbuzet
Le château Haut-Marbuzet est un domaine viticole réputé du Médoc, d'une superficie de 65 hectares,, situé sur la commune de Saint-Estèphe et bénéficiant de l'appellation d'origine contrôlée du même nom.
Propriété indépendante et familiale depuis 1952, c'est le travail d'Hervé, puis d'Henri Duboscq qui a hissé Haut-Marbuzet au rang des meilleurs crus de l'appellation,. Initialement listé parmi les Crus bourgeois de 1932, Haut-Marbuzet fut promu au rang d'Exceptionnel au classement officiel de 2003,. En 2009, le site Liv-ex (London International Vintners Exchange) propose une révision du classement des Bordeaux. Dans sa liste, il introduit le Château Haut-Marbuzet comme un potentiel quatrième cru classé.

## Histoire du domaine
Bien que ses origines remontent au XVIIIe siècle, le château Haut-Marbuzet connaît véritablement la notoriété à partir de 1952 quand Hervé Duboscq acquiert en rente viagère un lot de vignes en friche de sept hectares, issu du morcellement du domaine MacCarthy (en). Autodidacte, il ressuscite le vignoble et développe une commercialisation directe de ses vins auprès des consommateurs. Son fils Henri Duboscq le rejoint en 1962 pour produire un vin au style personnalisé et voluptueux, fondé sur une vinification privilégiant l'onctuosité des tannins par l'utilisation abondante du merlot et l'élevage intégral en barriques de chêne neuves,.

## Terroir

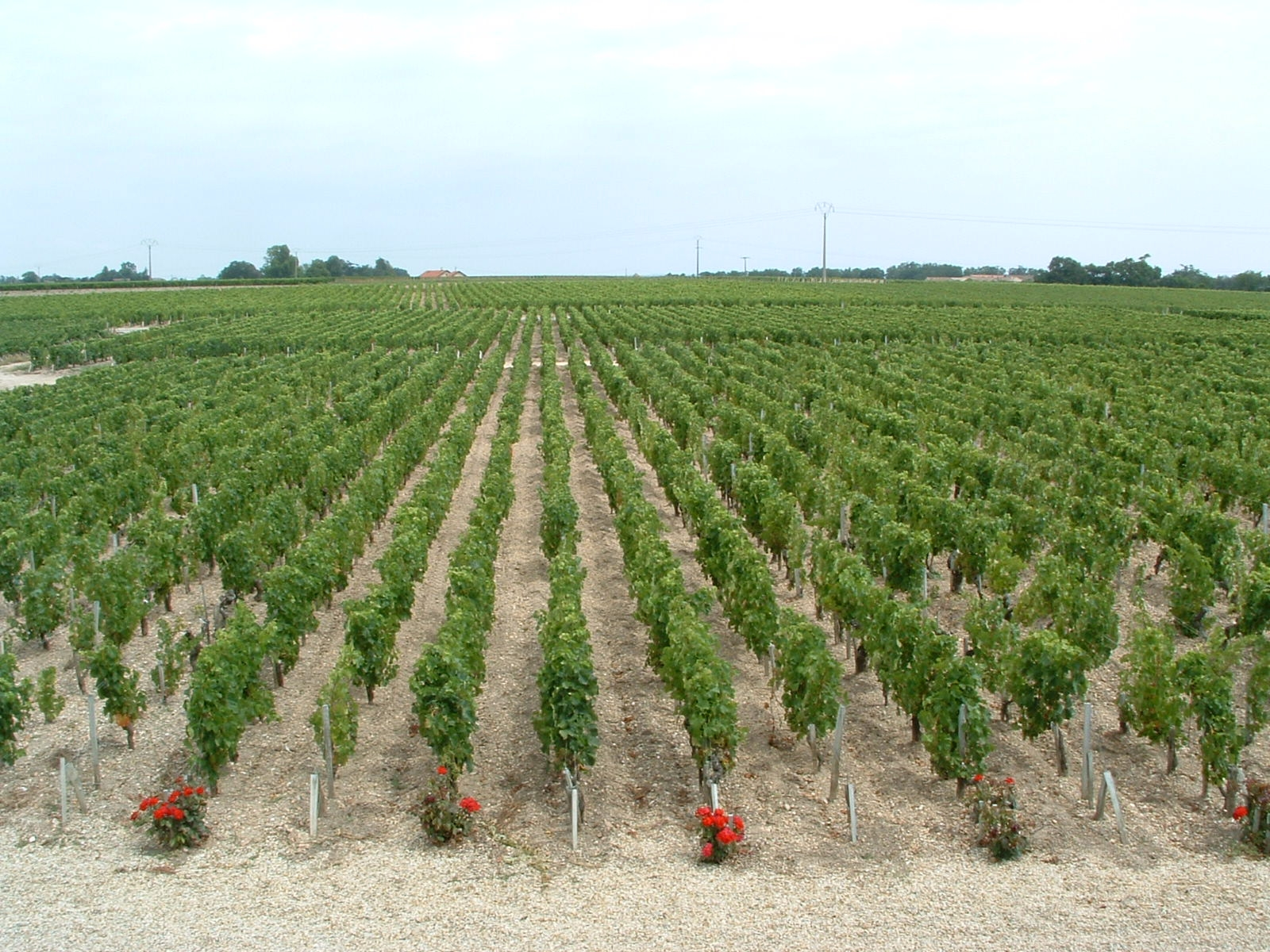
Les vignes du domaine.

Localisé sur le plateau de Marbuzet, entre le château Cos d'Estournel et le château Montrose, le terroir est porté par une croupe de graves günziennes au sous-sol argilo-calcaire. Le vignoble est composé à 50 % de cabernet-sauvignon, 40 % de merlot et 10 % de cabernet-franc, et planté à forte densité de 9 000 pieds/ha.

## Vin

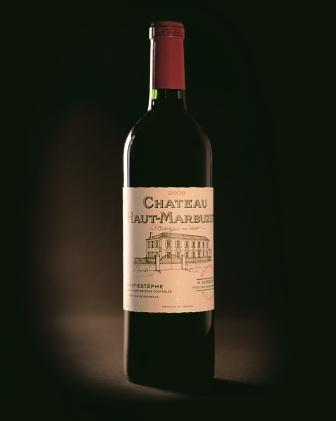
Bouteille de château Haut-Marbuzet 2008.

Les vendanges, effectuées dans des conditions parfois proches de la surmaturité, des fermentations à température élevée et un élevage en fûts de chêne neufs, contribuent à faire de Haut-Marbuzet un vin puissant et épicé, au style flamboyant et aux arômes exotiques caractéristiques.
Selon Bernard Ginestet, « dans la gamme tannique, parfois sévère, voire austère, des saint-estèphes, Haut-Marbuzet surprend par la souplesse de son fruit et le charme séduisant de ses arômes vite libérés ». Néanmoins, selon Michel Bettane, les millésimes les plus récents témoignent « d'une subtilité inconnue jusqu'ici » et d'un classicisme plus marqué. Dans les grands millésimes, c'est un vin de longue, voire très longue garde, pouvant dépasser 30 ans.